# Corps Borussia Berlin
Cet article possède un paronyme, voir Borussia Berlin.

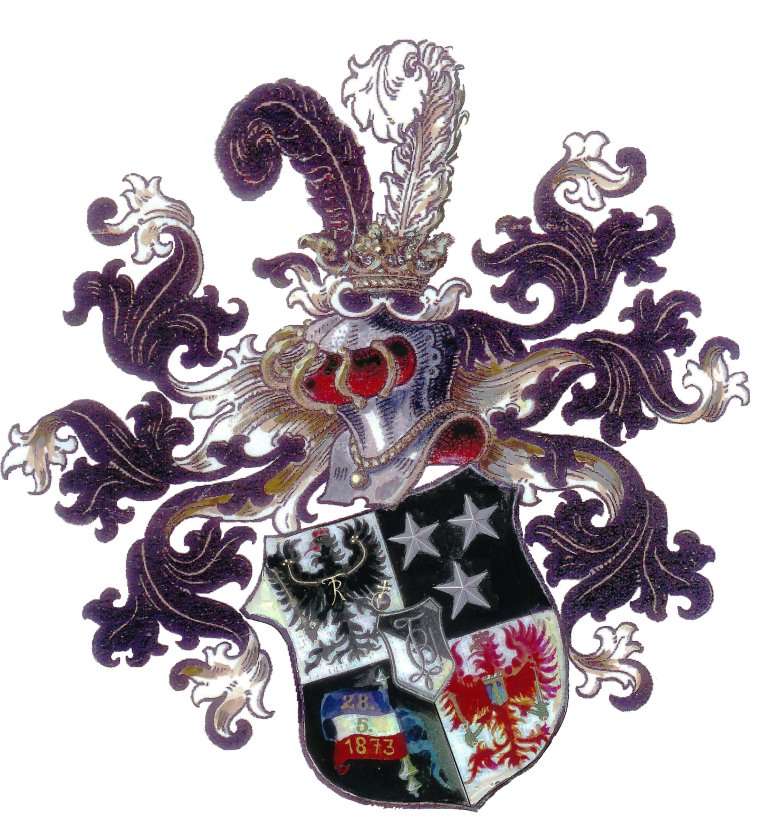
blason

Le Corps Borussia Berlin est une fraternité étudiante du convent des anciens de Berlin (KSCV) (de). Les Prussiens de Berlin sont des étudiants et des anciens des universités de Berlin.

## Couleur et devise
Comme tous les corps de Kösen, Borussia Berlin respecte les mensurs et la Couleur (de). Le Borussia porte les couleurs des Hohenzollern en noir et blanc avec des percussions argentées ; la bande est trop large. La casquette étudiante (de) est noire. Les renards portent les couleurs blanc-noir-blanc avec des percussions argentées ; la bande de renard est de largeur normale. En raison de liens personnels étroits avec Guillaume Ier, le Borussia Berlin est la seule société autorisée à utiliser à la fois l'aigle noir prussien et l'aigle rouge de Brandebourg dans les armoiries des étudiants. La devise du Corps est Nec temere nec timide !

## Histoire

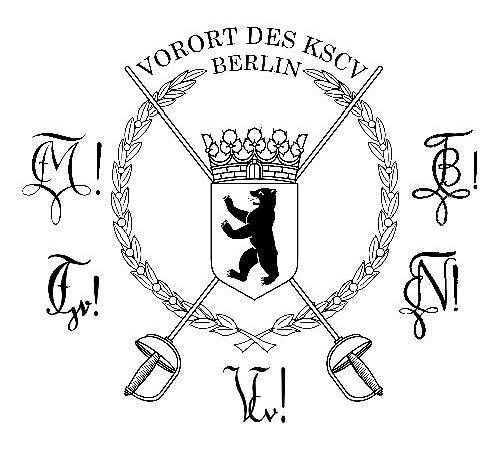
Banlieue de Berlin (2013)

Le Corps Borussia Berlin est créé le 28 mai 1873 sous le nom de Corps Rhenania Berlin avec les couleurs bleu clair, blanc et rouge. Elle succède à l'Association des Jeunes Artistes de Rome, fondée en 1866, qui compte parmi ses membres les sculpteurs Moritz Castan, Richard Anders (de) et August Volz (de) ; les paysagistes Julius Bodenstein (de) et Colmar Schmidt et le portraitiste Eugen Fridrich. Rhenania entre dans une relation amicale avec le Corps Baltia Königsberg (de). En 1875, Max Robert Hein est président du Congrès de Kösen pour le SC zu Leipzig.
En raison d'un duel au pistolet, le Corps Rhenania est suspendu le 9 décembre 1882 de l'université. Le Borussia est fondé en contrepartie avec les couleurs noir-blanc-bleu clair. Le 5 juillet 1887, Borussia renonce à une reconstitution de Rhenania et changea ses couleurs en noir et blanc avec une percussion argentée . Le 28 avril 1898, le Borussia accueille les actifs de l' Landsmannschaft "Palaiomarchia", qui a quitté en raison de la crise du convent des Landsmannschaft de Cobourg.
Par décret du chef d'arrondissement de l'Association des étudiants allemands (de), le Borussia est dissoute avec 46 autres corporations le 29 mars 1934 ; la dissolution est cependant annulée dès le 5 avril 1934 à la suite d'une plainte. Après la dissolution du HKSCV le 28 septembre 1935, Borussia est suspendue le 17 avril 1936. À partir de 1938, elle s'occupe avec les autres corps de Kösen à Berlin de la camaraderie SC sous le nom provisoire de "von Zweydorff".
Avec Wilhelm Wölfing (de), Erich Volz navigue sur l'Ettsi IV (de) la course océanique Bermudes-Cuxhaven de 1936 (de) sous le drapeau de l'association des sports nautiques des anciens étudiants de corps.
Le club des anciens du Borussia est réactivée le 24 mars 1951. Le 26 janvier 1952, les anciens Fritz Scherner I, Hans Helmut Lohkamp, Heinz-Theodor Barthold et Herbert Franke reconstituent le corps au sein de la KSCV. Comme en 1962, le Borussia est en 2012/13 le corps présidant la banlieue de la KSCV.

## Maisons de corps

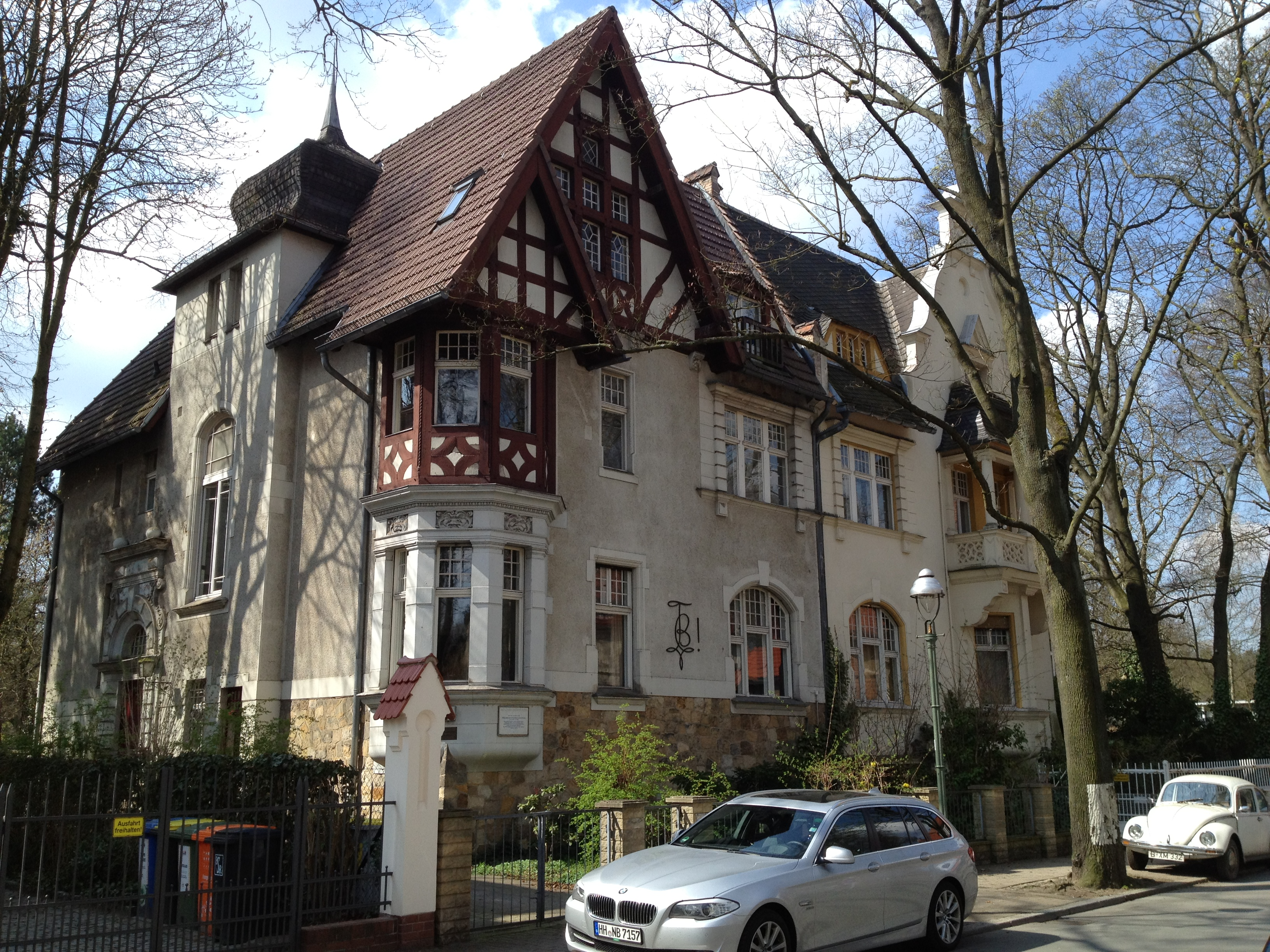
Maison du corps à Grunewald

Au semestre d'été de 1892, la première des cinq maisons du corps est occupée. C'est l'hôtel Kronprinz à Luisenstraße 30. Les maisons de la Linienstrasse suivent. 107/108, rue Detmolder 12 à Wilmersdorf (1912), Thielallee 20 et enfin la maison de la Douglasstrasse 22 à Grunewald.

## Relations avec les autres corps
Corps Borussia entretient des relations de cartel avec Franconia Würzburg, Bavaria Erlangen (de), Makaria Munich (de) et Schacht Leoben (de). Il existe une relation imaginaire avec Athesia à Innsbruck. Une relation amicale est maintenue avec Littuania à Königsberg jusqu'à sa suspension (1936).

## Membres notables
- Richard Anders (de) (1853-1917), sculpteur
- Kurt Bingel (de) (1906-1966), virologue
- Julius Bodenstein (de) (1847-1932), peintre paysagiste et collectionneur d'art
- Max Breitung (1852-1921), professeur de médecine et écrivain
- Otto Eckart (de) (1936–2016), entrepreneur alimentaire, bienfaiteur
- Friedrich von Gottl-Ottlilienfeld (1868–1958), politologue et économiste
- Hans-Albrecht Herzner (de) (1907-1942), officier de contre-espionnage
- Werner Kogge (de) (1887–1973), administrateur de l'arrondissement de Greifswald (de)
- Friedrich Ernst von Langen (de) (1860-1935), propriétaire d'un manoir et député du Reichstag
- Walther Rimarski (de) (1874-1963), président de l'Institut chimico-technique du Reich
- Klaus Robock (de) (1931–1991), physicien
- Gerhard Schmatz (de) (1929-2005), notaire, alpiniste de l'extrême
- Julius von Schütz (de) (1853-1910), ingénieur en construction métallique (Gruson, Krupp)
- Hans-Joachim Schulz-Merkel (de) (1913-2000), médecin conseil
- Arthur Thiele (de) (1871-1961), directeur industriel
- August Volz (de) (1851-1926), sculpteur
- Oskar Zeller (de) (1863-1949), chirurgien